# Companyia de Sierra Leone
La Companyia de Sierra Leone (Sierra Leone Company) fou una entitat que va estar implicada en la fundació de la segona colònia britànica a l'Àfrica l'11 de març de 1792 a través del reassentament d'americans negres ex-esclaus (anomenats pobladors de Nova Escòcia) qui inicialment hi havien estat establerts a Nova Escòcia després de la Guerra Revolucionària Americana. La companyia es va fundar principalment a causa de la feina dels ardents abolicionistes, Granville Sharp, Thomas Clarkson, Henry Thornton, i el germà de Thomas, John Clarkson, qui és considerat un dels pares de fundar de Sierra Leone. L'Empresa fou la successora de la St. George Bay Company, una altra entitat establerta el 1790 que va restaurar la destruïda Granville Town el 1791 per als 60 antics pobladors que restaven.

## St. George's Bay Company
La Companyia de Sierra Leone fou la successora de la St. George's Bay Company que havia estat fundada el 1790 seguint un gairebé fracassat intent previ del Comitè per l'Alleujament dels Negres Pobres el 1787 d'establir un poblament lliure pel "Negres Pobres" de Londres, molts dels quals eren Negres Lleialistes qui havien fugit i lluitat pels britànics després de la Proclamació de Dunmore durant la Guerra americana d'Independència. El 1787 l'expedició va ser formada per 300 Negres Pobres de Londres, 60 dones de classe treballadora anglesa, i un assortiment d'oficials blancs, clergat i mariners per ajudar a construir la colònia – 411 homes, dones i nens entre tots. Al desembarcar van fundar Granville Town com la seva base. Aquesta primera colònia només durarà aproximadament dos i mig, delmada per malalties i més tard abandonada. El cop de la gràcia va ocórrer el 1789, quan els veíns pobles temnes van cremar el poblament durant una disputa entre els temnes i comerciants esclaus. Tot i que Granville Town es va refundar el 1791 sota els auspicis d'Alexander Falconbridge, aquest poblament no va ser la base per la colònia o el poblament establert per la Companyia el març de 1792.

## Primers militants de la causa
Ambdues aventures van ser promogudes pel activista anti esclavatge Granville Sharp, qui va publicar un prospecte per l'empresa proposada el 1790 titulat Territori Anglès Lliure dins Àfrica.  El prospecte deixava clar la seva visió abolicionista i va declarar que diversos senyors respectables que ja ho havien subscrit i participaven "no amb vista de qualsevol benefici per a ells, sinó merament, a través de benvolença i esperit públic, per promoure una mesura benèfica, que podria ser d'importància nacional pels fabricants i altres Interessos de comerç d'aquest Regne".
Entre els primers subscriptors hi havia molts amics de Sharp membres de la secta Clapham: Henry Thornton, William Wilberforce, Reverend Thomas Clarkson, Reverend Thomas Gisbourne i Samuel Whitbread.
Els intents inicials per obtenir una carta reial per la Companyia van ser infructuosos a causa de l'oposició del fiscal general Archibald Macdonald. La Companyia llavors va procedir a l'obtenció de la incorporació a través d'una llei del parlament. Tanmateix això també va trobar oposició, particularment del Comitè de la Companyia de Mercaders de Comerç a Àfrica, que va convocar a una reunió el març de 1791. Això va portar a tres peticions organitzades per comerciants d'esclaus a Londres, Liverpool i Bristol. Els comerciants d'esclaus a Lancaster també van organitzar un petició i tanmateix ho va fer l'Africa Company. Una oposició posterior va ser organitzada pel Comitè de Propietaris de Plantació i Mercaders de les Índies Occidentals, que va arranjar dues reunions amb William Pitt, el Primer ministre. No obstant això, Henry Thornton fou capaç de guiar amb èxit l'establiment de Sierra Leone a través d'una llei del parlament, malgrat els esforços del diputat per Liverpool Bamber Gascoyne i altres anti-abolicionistes. El 30 de maig de 1791, la llei va ser aprovada per 87 vots a 9.

## Colonització: la colònia de Freetown
El 1792, John Clarkson va dirigir més de 1100 colons negres de Halifax, Nova Escòcia, per establir una nova colònia i fou en aquesta base que els colons negres de Nova Escòcia van fundar Freetown, a la moderna Sierra Leone. La majoria d'aquests pobladors era esclaus anteriors de les colònies americanes, alliberats pels britànics durant la Revolució americana i forçat a reubicar-se després de la derrota britànica. Fou la determinació d'aquests pobladors que va provocar que Freetown agafara forma i sobrevisqués després de la seva fundació el març de 1792. L'Empresa va emetre moneda decibal en forma de dòlars i cèntims fabricats per Matthew Boulton a Soho Mint i emeses el 1791 (tot i que aquestes monedes no van circular fins a la fundació de la Colònia el 1792) i 1796. <Notes on Colonial Coin: The Coins of the Sierra Leone Company 1791-1807>
Quan va esclatar la guerra entre Gran Bretanya i França (una de les Guerres Revolucionàries franceses) la Companyia va perdre subministraments davant vaixells privats i l'armada francesa. Mercaders americans, comerciants neutrals, van utilitzar l'oportunitat d'establir relacions comercials. El problema va continuar, encara que, pel setembre de 1794 els francesos van cremar Freetown en un raid. Els colonitzadors la van reconstruir, i els mercaders americans van ajudar venent a l'empresa subministraments vitals.
Durant aquests anys el governador suplent de la colònia, Zachary Macauley, i el seu consell, van acordar acceptar negres americans com a colons amb un regal de terra lliure a Sierra Leone si complien quatre criteris: havien de tenir cartes de recomanació del seu caràcter del seu clergat, havien d'acceptar esdevenir súbdits britànics i atenir-se a la llei britànica, havien d'assegurar el seu propi passatge a la colònia, i havien de netejar com a mínim un terç de la terra que se'ls donava per dedicar-la a l'agricultura als dos anys de l'arribada.
La Companyia de Sierra Leone va ser succeïda el 1807 per la Institució Africana